# Khok Phanom Di
Khok Phanom Di (Thai: โคกพนมดี) ist ein archäologischer Fundplatz im Landkreis (Amphoe) Phanat Nikhom, Provinz Chonburi im Südosten von Bangkok.

## Lage
Khok Phanom Di liegt in der Schwemmlandebene des Flusses Bang Pakong und befindet sich etwa 14 km nördlich von Nong Nor, einem weiteren ergiebigen prähistorischen Fundplatz. Khok Phanom Di erstreckt sich über etwa 5 ha und erhebt sich auf mehr als 12 Meter über die umgebenden Reisfelder.

## Grabungsgeschichte
Die Erhebung von Khok Phanom Di hat viel Aufmerksamkeit unter den einheimischen und ausländischen Archäologen erregt. Damrongkiadt Noksakul vom Lehrerkolleg Chachoengsao begann hier mit ersten Grabungen, die von Pornchai Suchitra (Silpakorn-Universität) und Pirapon Pisnupong (Fine Arts Department, Thailand) fortgeführt wurden. Auf deren Resultaten aufbauend fand 1984/85 eine größere Grabung von Charles Higham und Rachanie Thosarat statt, die auf einer Fläche von 100 m² die früheste Siedlungsschicht nach 7 Monaten Grabungsarbeit bei einer Tiefe von 7 Metern aufspürten.

## Resultate
Khok Phanom Di lag in früherer Zeit an der Küste und wurde seit etwa 2000 v. Chr. über rund fünf Jahrhunderte bewohnt. Viele erstaunlich gut erhaltene Gräber fanden sich hier, die Tonwaren und Reis enthalten. Die Tonwaren ähneln denen von Nong Nor, sowohl was die Form als auch die Dekoration angeht. 
Während der etwa 500 Jahre währenden Besiedlung haben sich die Umweltgegebenheiten sukzessive verändert, wie die etwa 200 Arten an Ostrakoden und Foraminiferen zeigen: die ersten Siedler lebten am Ufer eines breiten Ästuars mit Mangrovenwäldern, die mit Steinäxten geschnitten wurden. Es war ein recht feuchter Platz, an dem man aber bereits Keramiken herstellte. 
Man teilt die Besiedlung in sieben Gräberlagen ein (mortuary phases, MP). Die Lage MP1 begann etwa 2000 v. Chr. Die Toten wurden in jener frühen Siedlungsphase in flachen Gruben begraben, meist mit dem Kopf nach Osten ausgerichtet. 
In der Lage MP2 waren die Gräber schachbrettartig angeordnet. Eine Müllgrube für Muschelschalen gehört ebenso dazu und ihre rechteckige Form lässt darauf schließen, dass sie an feste Strukturen grenzte, wie z. B. Holzwände. Unter den 137.000 Schalen finden sich hauptsächlich solche von Krustentieren, die sich an Mangroven im Gezeitenbereich angepasst hatten. Alle aus Knochen gefertigten Harpunen stammen aus dieser Lage, auch Fischhaken kommen vor. Wildschweine und Makaken wurden gejagt, doch finden sich auch Knochen von Hunden. Das Muster der nach Osten ausgerichteten Gräber setzt sich zwar fort, daneben treten in Gruppen angeordnete Einzelgräber. Die Menschen waren offenbar gut ernährt, die Männer mit muskulösen Oberkörpern. Die Kindersterblichkeit war hoch, höchstwahrscheinlich aufgrund von Anämie, doch war die Fertilitätsrate ungeheuer hoch. 
In der Lage MP3 dominierten Wildschweine und Makaken als Proteinlieferanten, nur noch zwei Knochenfunde weisen auf Hunde. Die Männer waren größer als irgendwann während der Besiedlung, doch herrschte immer noch Anämie vor. Die Hälfte der Gräber war für Kinder gedacht. Krustentiere treten bei den Grabbeigaben zunehmend gegenüber Schildkröten zurück. 
Während der Phase MP4 fanden offenbar größere Umweltveränderungen statt, vielleicht aufgrund einer Veränderung des Flussbetts des Bang Pakong. Die Mangrovenwälder nahmen offenbar ab.
Die sieben Lagen lassen viele Rückschlüsse auf das Leben von rund zwanzig Generationen zu. Offenbar waren die Menschen nicht nur lokal tätig, sondern unterhielten auch Handelsbeziehungen. Um etwa 1600 v. Chr. verließen sie Khok Phanom Di, vielleicht weil sich die Lebensbedingungen zum Schlechteren veränderten.